# Tifoseria del Delfino Pescara 1936
In questa voce sono riportate informazioni relative alla storia ed evoluzione della tifoseria del Delfino Pescara 1936, società calcistica italiana con sede a Pescara. 

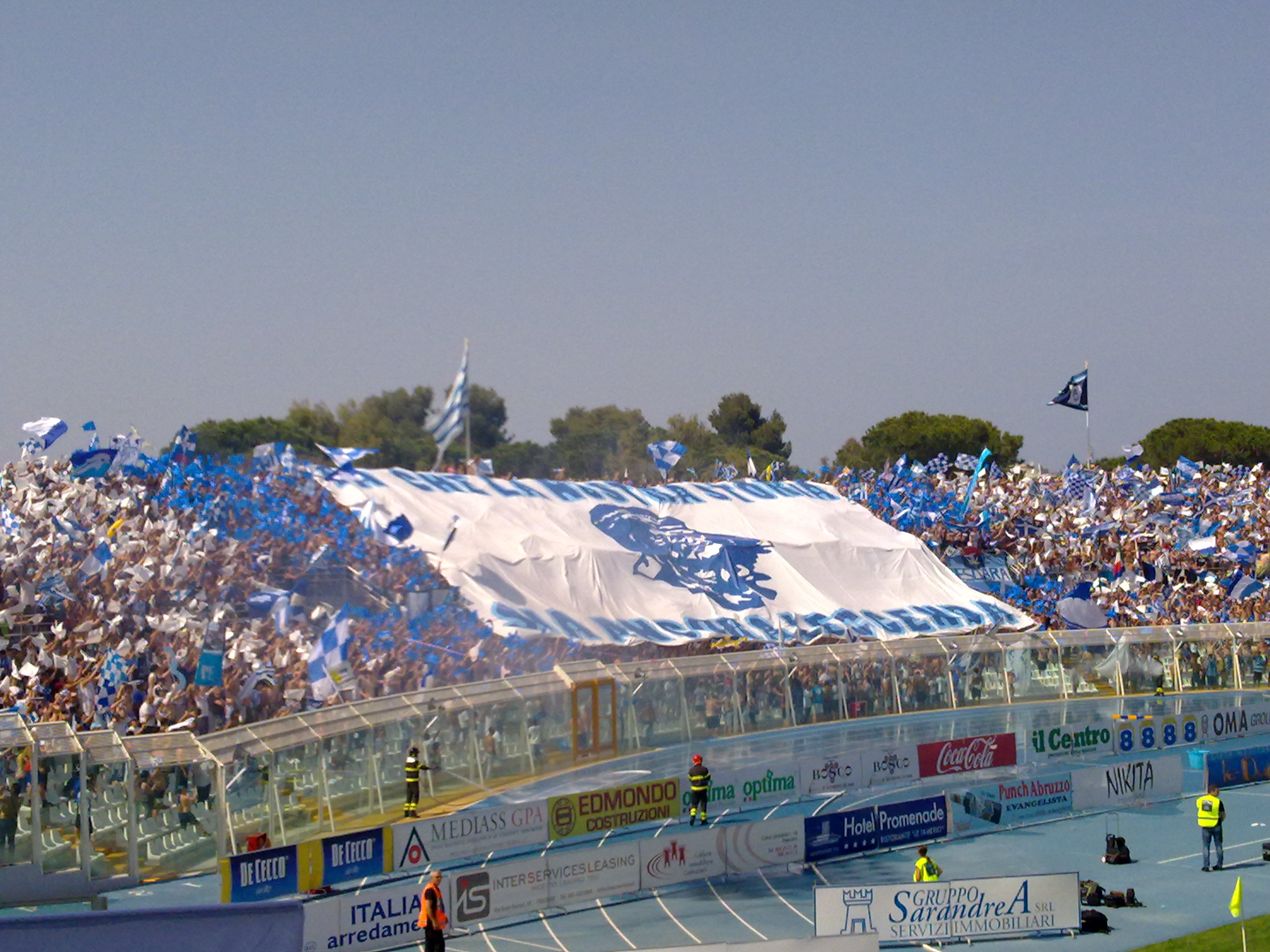
La Curva Nord "Marco Mazza" nella finale play-off 2010 contro il Verona, allo stadio Adriatico di Pescara.

## Contesto
Durante le partite casalinghe, la gran parte della tifoseria organizzata è posizionata in Curva Nord, intitolata allo storico capo ultras Marco Mazza (detto Bubù), prematuramente deceduto nel 2006.

## Composizione demografica
La maggior parte dei tifosi proviene dalla città e dai dintorni: la squadra è molto popolare in tutto l'Abruzzo e anche tra gli abruzzesi residenti nel resto dell'Italia e tra le famiglie degli emigranti abruzzesi all'estero. L'unico club ufficiale di tifosi con sede al di fuori dei confini nazionali è in Francia, ma sono molti i tifosi in Germania, Svizzera, Canada e Belgio.

## Tifoseria organizzata
Il tifo organizzato a Pescara ebbe origine già nei primi anni '70, in concomitanza con l'inizio della diffusione del movimento ultras in Italia. Nel 1976 venne fondato il gruppo dei Rangers, ancor oggi il più importante della tifoseria pescarese. Fra gli altri gruppi storici vanno menzionati i Bad Boys, nati nel 1985 e scioltisi durante il campionato di Serie B 2003-2004, e i Cherokee, nati nel 1987 e confluiti nei Rangers nel 1999 assieme ad altri gruppi minori. Nel 2002 si è formata una sezione dei Rangers con sede a Silvi, mentre nel 2012 è sorto un nuovo gruppo ultras, A Difesa di una Fede, posizionato in curva sud o, nel caso in cui il settore venga assegnato ai tifosi ospiti, in tribuna adriatica. Dal 2018 esiste un nuovo gruppo in curva nord chiamato A Sud Del Fiume. Nel 2021 è nato il Gruppo Anonimo Pescarese (GRAPES), posizionato inizialmente in tribuna adriatica e in seguito confluito in curva nord.

### Cronologia
1976 - Nascita dei Rangers
1985 - Nascita dei Bad Boys
1987 - Nascita dei Cherokee
1999 - Scioglimento dei Cherokee
2004 - Scioglimento dei Bad Boys
2012 - Nascita di A difesa di una fede
2019 - Nascita di A Sud Del Fiume
2021 - Nascita dei GRAPES

## Gemellaggi e rivalità

### Gemellaggi e amicizie
| - L.R. Vicenza (dal 1977) - Messina (1986-2016) - Livorno (1982-????) |

La tifoseria del Pescara è gemellata con quella del L.R. Vicenza sin dal 9 gennaio 1977. Si tratta di un gemellaggio tuttora molto sentito da ambo le parti nonostante lo scioglimento dei Vigilantes, gruppo principale della tifoseria vicentina, avvenuto nel 2012.
Dal 1986 al 2016 la tifoseria biancoazzurra è stata gemellata anche con i tifosi del Messina, ma il gemellaggio è stato sciolto dopo 30 anni per iniziativa dei Rangers.
Con la tifoseria del Livorno c'è stato in passato un gemellaggio, anch'esso sciolto. Le due tifoserie hanno comunque mantenuto ottimi rapporti e si sono particolarmente riavvicinate fra loro in seguito alla morte in campo di Piermario Morosini, calciatore del Livorno, avvenuta il 14 aprile 2012 allo Stadio Adriatico, durante un incontro valido per il campionato di Serie B. La partita, interrotta al 31º minuto del primo tempo sul punteggio di 2-0 per i labronici, è stata poi proseguita e conclusa col medesimo risultato il successivo 16 maggio. A Morosini è stato in seguito intitolato il settore ospiti dello Stadio Adriatico.

### Rivalità
Una delle rivalità più forti è quella con la Lazio, cominciata a seguito della partita tra le due squadre del 30 ottobre 1977, dopo che alcuni tifosi laziali aggredirono a fine partita i tifosi avversari, e proseguita con scontri furibondi negli anni successivi sia a Roma che a Pescara. Importante è anche la rivalità con i gruppi organizzati del Verona, nata per motivi campanilistici e territoriali e per la forte amicizia che lega i tifosi scaligeri a quelli laziali, ma soprattutto per la storica rivalità tra i gialloblù e i biancorossi. Quasi tutte le rivalità più o meno sentite sono con le tifoserie di squadre centro-meridionali, soprattutto con Ancona, Ascoli, Bari, Sambenedettese, Salernitana, Foggia, Avellino, Cosenza, Reggina, Catania, Napoli, Lecce, Taranto, Ternana e Perugia. Le principali rivalità con squadre settentrionali sono con le tifoserie di Cesena, Sampdoria, Torino e Brescia.